# Rilevazione sulle forze di lavoro
L'indagine sulle forze di lavoro (dal 2004 Rilevazione Continua sulle Forze di Lavoro) è un'indagine statistica condotta dall'ISTAT e dalla quale derivano le stime ufficiali degli occupati e delle persone in cerca di lavoro in Italia.
La necessità di seguire tra un censimento e l'altro la dinamica della popolazione attiva, e quindi, dell'occupazione e della disoccupazione, ha indotto gli Istituti di Statistica di numerosi Paesi a realizzare periodiche indagini campionarie sulla situazione occupazionale della popolazione.
L'indagine campionaria sulle forze di lavoro viene condotta in Italia dall'ISTAT, fin dal 1959, con una periodicità trimestrale nei mesi di gennaio, aprile, luglio e ottobre (la prima settimana del mese che non ha una festività). Dal 2004 l'indagine ha assunto carattere continuativo, in linea con quanto stabilito dall'Unione europea, ed ha preso il nome di Rilevazione Continua sulle Forze di Lavoro. Il campione di famiglie viene infatti suddiviso in sottogruppi ed intervistato lungo tutto l'arco del trimestre di riferimento.

## Scopo dell'indagine
Obiettivo principale dell'indagine è di ottenere informazioni sulla situazione lavorativa, sulla ricerca di lavoro e sugli atteggiamenti verso il mercato del lavoro della popolazione in età lavorativa. Oggetto dell'Indagine Campionaria sulle Forze di Lavoro è la rilevazione delle Forze di lavoro (FL) e delle Non forze di lavoro (NFL), definite come segue.

### Forze di lavoro
Le forze di lavoro comprendono occupati e persone in cerca di occupazione.
Gli occupati sono le persone di almeno 15 anni (fino al 1999 in Italia venivano prese in considerazione pure le persone di 14 anni), possono essere suddivisi in:
- Occupati Dichiarati: ovvero persone che al momento della rilevazione hanno dichiarato di possedere un'occupazione. A questa categoria appartengono le persone che hanno regolarmente svolto nella settimana di riferimento (settimana precedente alla rilevazione) almeno un'ora di lavoro o che nella settimana di riferimento non hanno svolto, per momentaneo impedimento (ferie, scioperi, malattia, ecc.) alcuna attività lavorativa;
- Altre persone con attività lavorativa; persone che hanno dichiarato una condizione diversa da occupato, pur avendo effettuato nella settimana di riferimento almeno un'ora di lavoro (es. lavoro non retribuito presso un'impresa familiare).

Nell'ambito degli occupati si individuano i sottoccupati, ovvero coloro che nella settimana di riferimento della rilevazione hanno svolto un orario lavorativo inferiore a quello abituale, oppure lavorano a tempo parziale perché non hanno trovato un lavoro a tempo pieno.
Le persone in cerca di occupazione sono quelle persone di almeno 15 anni ed al massimo di 64 che risultano:
- disoccupate: hanno terminato l'attività lavorativa a seguito di licenziamento, fine incarico oppure per dimissioni, sono alla ricerca attiva di una nuova occupazione che sarebbero disposti ad accettare immediatamente (entro due settimane) qualora venga loro offerta;
- in cerca di prima occupazione: non hanno mai esercitato un'attività lavorativa alle dipendenze o hanno interrotto un'attività lavorativa in proprio;
- altre persone in cerca di lavoro: dichiarano di iniziare un'attività in futuro, avendo già trovato un'occupazione; dichiarano di essere in altra condizione in quanto studenti, casalinghe, ritirati dal lavoro, ecc., ma che ad una successiva domanda dell'intervista hanno dichiarato di cercare un'occupazione e di essere immediatamente disposti ad iniziare l'attività lavorativa.

### Non forze di lavoro
Le non forze di lavoro sono costituite da:
- popolazione in età non lavorativa, che comprende gli individui che hanno un'età inferiore ai 15 anni e superiore ai 64 anni;
- popolazione in età lavorativa, cioè la popolazione compresa tra 15 e 64 anni, all'interno della quale si distingue tra:
  - forze di lavoro potenziali, composte da persone in cerca di occupazione che hanno interrotto l'azione di ricerca attiva da almeno 2 mesi e da non più di 2 anni;
  - inattivi, che comprendono:
    - persone che non cercano lavoro ma sarebbero disposte a lavorare a particolari condizioni;
    - persone che non hanno svolto nella settimana alcuna attività né hanno cercato lavoro o, quantomeno, non lo hanno cercato con le modalità definite per le persone in cerca di occupazione;
    - persone che si dichiarano casalinghe, studenti, inabili, ritirati da lavoro, militari di leva o in servizio sostitutivo.

## La rilevazione
L'unità di rilevazione è costituita da tutti gli almeno quindicenni di ogni famiglia di fatto (definita ufficialmente come un nucleo di persone legate da vincoli di matrimonio, parentela, affinità, adozione o da vincoli affettivi, coabitanti ed aventi dimora nello stesso comune).
L'unità statistica è costituita da tutti i componenti della famiglia residenti in Italia anche se temporaneamente non presenti in quanto emigrati all'estero a condizione di essere ancora iscritti alle anagrafi comunali. Fanno parte della rilevazione anche persone di cittadinanza straniera purché iscritte alle anagrafi comunali.
Dall'universo di riferimento, inteso come l'insieme delle unità statistiche che formano oggetto di indagine, sono esclusi i membri permanenti delle convivenze: ospizi, brefotrofi, istituti religiosi, caserme, ecc.
Il piano di campionamento utilizzato è a due stadi con stratificazione delle unità del primo stadio:
- Unità di primo stadio: comuni
- Unità di secondo stadio: famiglie

La variabile di stratificazione dei comuni adottata dal 1990 è costituita dall'ampiezza demografica (cioè la popolazione residente) e la stratificazione avviene nell'ambito di ogni provincia.
I comuni che costituiscono le unità di primo stadio sono suddivisi in:
1. Autorappresentativi: ne fanno parte tutti i comuni capoluoghi di provincia e quelli con una popolazione residente superiore ad una soglia prefissata per ciascuna provincia. Tutti questi comuni entrano a far parte, in maniera permanente, del campione.
2. Nonautorappresentativi: sono tutti i comuni caratterizzati da una popolazione inferiore alle soglie stabilite. Solo alcuni di questi comuni entrano a far parte del campione. In particolare, per ogni strato della provincia, vengono selezionati due comuni senza remissione e con probabilità proporzionale all'ampiezza demografica.

Per ogni comune che entra a far parte del campione, si estraggono annualmente dai registri anagrafici e in maniera casuale un certo numero di famiglie. L'estrazione avviene all'inizio del ciclo annuale di rilevazione che coincide con il mese di aprile.
Le famiglie che costituiscono l'unità di secondo stadio vengono estratte casualmente dai registri anagrafici.
Il numero di famiglie da selezionare è stabilito in modo da assicurare la sostituzione di quelle che non è possibile intervistare (mancata risposta) e la rotazione di quelle inserite nel campione.
Il sistema di rotazione adottato è del tipo 2-2-2: ogni famiglia che entra nel campione viene intervistata per due trimestri consecutivi; segue un'interruzione per i due trimestri successivi, dopodiché essa viene intervistata nuovamente per altri due trimestri. Complessivamente, ogni famiglia rimane nel campione per un periodo complessivo di 15 mesi.
Il sistema di rotazione adottato permette di mantenere invariato metà del campione da un trimestre all'altro e metà da un trimestre al corrispondente trimestre dell'anno successivo. Ciò consente di utilizzare i dati campionari per poter valutare:
- la variazione congiunturale, intesa come la variazione dell'offerta di lavoro rispetto alla rilevazione precedente;
- la variazione tendenziale, intesa come la variazione dell'offerta di lavoro rispetto alla rilevazione effettuata nello stesso periodo dell'anno precedente.

Lo strumento di rilevazione che viene utilizzato nell'indagine presso la famiglia è un questionario elettronico composto da 12 sezioni e che viene somministrato secondo la tecnica CAPI-CATI (CAPI = rilevazione diretta presso il domicilio della famiglia; CATI = rilevazione telefonica).
Il questionario è concepito in modo da rilevare le informazioni utili a quantificare l'offerta di lavoro, producendo indicatori omogenei e comparabili a livello europeo.
Analogamente a quanto avviene negli altri paesi dell'Unione Europea, ogni anno, nel mese di aprile, l'indagine viene condotta con un supplemento di quesiti inerenti alla formazione e la condizione lavorativa relativa all'anno precedente.
Questa è la prima indagine che verrà comparata a livello europeo.
L'indagine precedente, nota con l'acronimo RTFL (Rilevazione Trimestrale delle Forze Lavoro), si svolgeva, per l'appunto trimestralmente, nella settimana successiva alla prima settimana lavorativa senza festività infrasettimanali di ogni trimestre (nei mesi dunque di gennaio, aprile, luglio ed ottobre).
L'indagine attuale, nota come RCFL (Rilevazione Continuativa delle Forze Lavoro), si svolge, senza soluzione di continuità, all'interno dei 4 trimestri in cui è suddiviso l'anno.
Quindi, prendendo ad esempio il tasso di disoccupazione, con la RTFL (precedente) il tasso di disoccupazione italiano del primo trimestre era la "media" dei tassi di disoccupazione dei comuni componenti la rilevazione registrati nella prima settimana lavorativa di gennaio, adesso, con la nuova RCFL, il tasso di disoccupazione italiano del primo trimestre è la "media" dei tassi di disoccupazione dei comuni componenti la rilevazione registrati nel corso di tutto il trimestre.